# Mihail Mocan
Mihail Mocan (n. 10 august 1962) este un deputat moldovean în Parlamentul Republicii Moldova, ales în Legislatura 2005-2009 pe listele Partidului Comuniștilor.